# Antoni (Wakaryk)
Antoni, imię świeckie Onufrij Iwanowycz Wakaryk (ur. 26 czerwca 1923, zm. 15 lipca 2003) – ukraiński biskup prawosławny.

## Życiorys
W wieku dziewiętnastu lat wstąpił do monasteru św. Jana Teologa w Chreszczatyku. Wieczyste śluby mnisze złożył 2 lutego 1947, zaś 27 maja 1950 został hieromnichem. W 1956 rozpoczął naukę w moskiewskim seminarium duchownym. Studia teologiczne kontynuował w Moskiewskiej Akademii Duchownej, którą ukończył z tytułem kandydata nauk teologicznych. Od 5 listopada 1964 prowadził pracę duszpasterską w cerkwi Opieki Matki Bożej w Moskwie.
7 lutego 1965 został podniesiony do godności archimandryty, zaś pięć dni później miała miejsce jego chirotonia na biskupa smoleńskiego i dorogobuskiego. Po dwóch latach został przeniesiony na katedrę symferopolską i krymską. 31 maja 1973 przeniesiony ponownie do eparchii czernihowskiej i nieżyńskiej. 6 września 1974 został podniesiony do godności arcybiskupiej, zaś 25 lutego 1992 został metropolitą. Godność tę sprawował do swojej śmierci w 2003. Został pochowany przy soborze Trójcy Świętej w Czernihowie.